# Marthamyces emarginatus
Marthamyces emarginatus är en svampart som först beskrevs av Cooke & Massee, och fick sitt nu gällande namn av Minter 2003. Marthamyces emarginatus ingår i släktet Marthamyces och familjen Rhytismataceae.   Inga underarter finns listade i Catalogue of Life.